# B3GNT4
B3GNT4 (англ. UDP-GlcNAc:betaGal beta-1,3-N-acetylglucosaminyltransferase 4) – білок, який кодується однойменним геном, розташованим у людей на 12-й хромосомі. Довжина поліпептидного ланцюга білка становить 378 амінокислот, а молекулярна маса — 42 310.
| 10         |  | 20         |  | 30         |  | 40         |  | 50         |
| ---------- |  | ---------- |  | ---------- |  | ---------- |  | ---------- |
| MLPPQPSAAH |  | QGRGGRSGLL |  | PKGPAMLCRL |  | CWLVSYSLAV |  | LLLGCLLFLR |
| KAAKPAGDPT |  | AHQPFWAPPT |  | PRHSRCPPNH |  | TVSSASLSLP |  | SRHRLFLTYR |
| HCRNFSILLE |  | PSGCSKDTFL |  | LLAIKSQPGH |  | VERRAAIRST |  | WGRVGGWARG |
| RQLKLVFLLG |  | VAGSAPPAQL |  | LAYESREFDD |  | ILQWDFTEDF |  | FNLTLKELHL |
| QRWVVAACPQ |  | AHFMLKGDDD |  | VFVHVPNVLE |  | FLDGWDPAQD |  | LLVGDVIRQA |
| LPNRNTKVKY |  | FIPPSMYRAT |  | HYPPYAGGGG |  | YVMSRATVRR |  | LQAIMEDAEL |
| FPIDDVFVGM |  | CLRRLGLSPM |  | HHAGFKTFGI |  | RRPLDPLDPC |  | LYRGLLLVHR |
| LSPLEMWTMW |  | ALVTDEGLKC |  | AAGPIPQR   |  |            |  |            |

A: Аланін

C: Цистеїн

D: Аспарагінова кислота

E: Глутамінова кислота

F: Фенілаланін

G: Гліцин

H: Гістидин

I: Ізолейцин

K: Лізин

L: Лейцин

M: Метіонін

N: Аспарагін

P: Пролін

Q: Глутамін

R: Аргінін

S: Серин

T: Треонін

V: Валін

W: Триптофан

Кодований геном білок за функціями належить до трансфераз, глікозилтрансфераз. 
Задіяний у такому біологічному процесі, як альтернативний сплайсинг. 
Локалізований у мембрані, апараті гольджі.